# Epibator greeri
Espèce
Synonymes
- Leiolopisma greeri Böhme, 1979
- Lioscincus greeri (Böhme, 1979)

Statut de conservation UICN

 DD  : Données insuffisantes
Epibator greeri est une espèce de sauriens de la famille des Scincidae.

## Répartition
Cette espèce est endémique de Nouvelle-Calédonie.

## Étymologie
Cette espèce est nommée en l'honneur d'Allen E. Greer.

## Publication originale
- Böhme, 1979 : Eine neue Art der Gattung Leiolopisma Dumeril & Bibron, 1839 aus Neukaledonien (Reptilia: Sauria: Scincidae). Salamandra, vol. 15, no 3, p. 140-145.